# Arion owenii
Arion owenii är en snäckart som beskrevs av Davies 1979. Arion owenii ingår i släktet Arion och familjen skogssniglar. Inga underarter finns listade i Catalogue of Life.